# Woodland (Californie)
Pour les articles homonymes, voir Woodland.
Woodland est une ville de l’État de Californie, siège du comté de Yolo, aux États-Unis. Sa population s'élève à 55 468 habitants lors du recensement de 2010 et est estimée à 60 548 habitants en 2019.

## Démographie
| 1880  | 1890  | 1900  | 1910  | 1920  | 1930  |
| ----- | ----- | ----- | ----- | ----- | ----- |
| 2 257 | 3 069 | 2 886 | 3 187 | 4 147 | 5 542 |

| 1940  | 1950  | 1960   | 1970   | 1980   | 1990   |
| ----- | ----- | ------ | ------ | ------ | ------ |
| 6 637 | 9 386 | 13 524 | 20 677 | 30 235 | 39 802 |

| 2000   | 2010   | - | - | - | - |
| ------ | ------ | - | - | - | - |
| 49 151 | 55 468 | - | - | - | - |

## Jumelages
- La Piedad (Mexique)